# 視話法

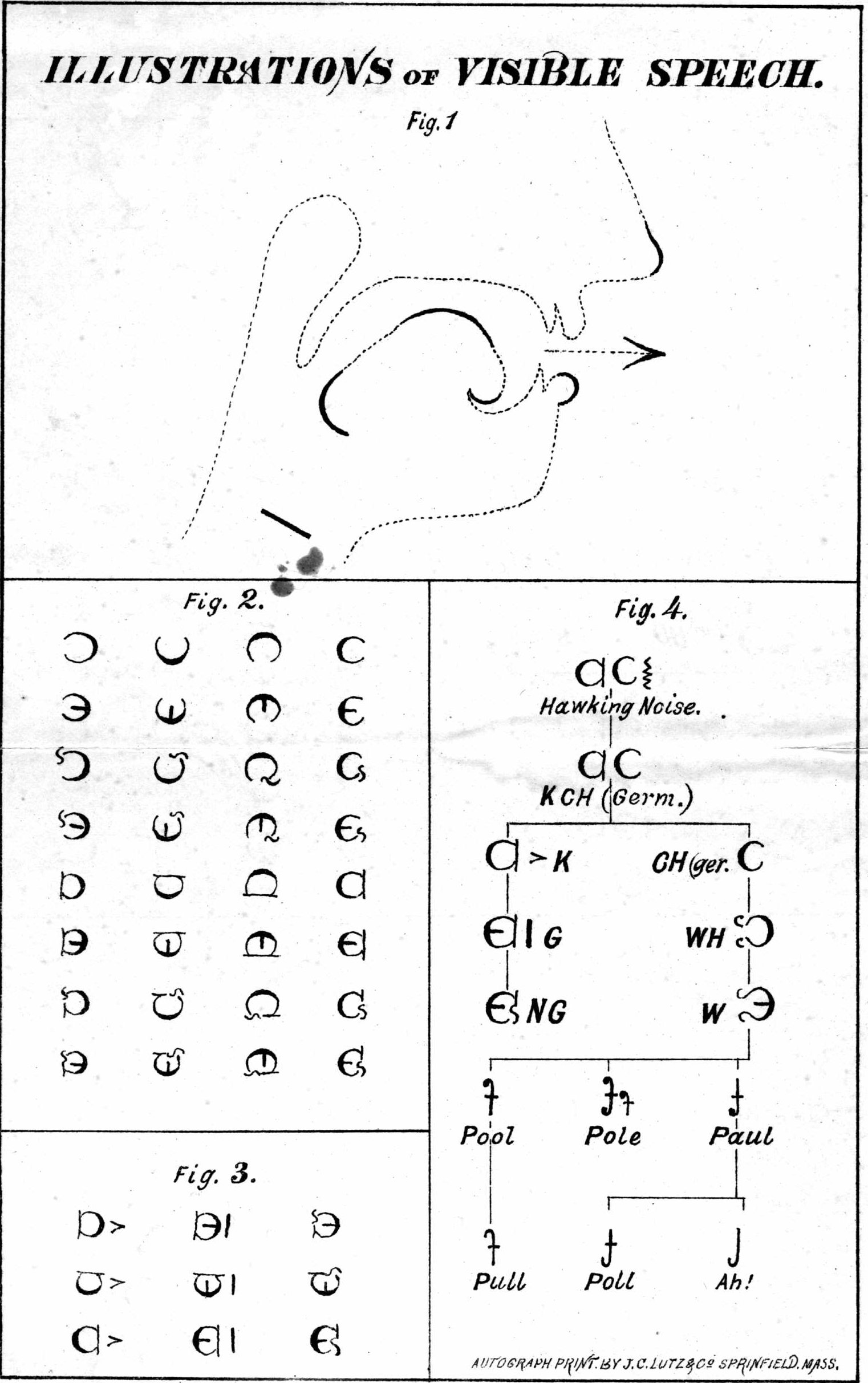
視話法の図

視話法（しわほう、英語: Visible Speech）は、19世紀にイギリスのアレクサンダー・メルヴィル・ベルによって考案された、聴覚障害者のための会話教育に使用される音声記号の一種。視話法の文字は国際音声記号と異なって既存の文字にもとづいて作られたものではなく、各文字が調音器官を象徴する点を特徴とし、それにもとづいて発音器官を動かす練習をする。現在では使われていない。

## 概要
アレクサンダー・メルヴィル・ベルは雄弁学者として聴覚障害者の発音教育を研究し、視話法を発明して1867年の著書『Visible Speech』でその方法を公刊した。はじめベルは息子たちにこの文字を教えたが、1870年に次男のアレクサンダー・グラハム・ベル以外を失うと、カナダのブラントフォード近くに引っ越し、後にボストンに移った。視話法の文字は単に聴覚障害者教育のための文字にとどまらず、文字が調音器官の動きを表すために、世界の言語の音を表現できる。
音声学者ヘンリー・スウィートは視話法の文字を多少改良し、ローミック（ラテン文字にもとづく記号）と区別してオーガニック（音声器官による記号）と呼んで自著『A Primer of Phonetics』(1890)やいくつかの論文で用いた。

## 構造
母音を表す記号は「I」の字に似ており、縦棒の上や下に鉤のついた字で表される。鉤が上にあれば狭母音、下にあれば広母音、両方にあれば中央母音となる。鉤の向きが左なら奥舌母音、右なら前舌母音、両方なら中舌母音を表す。円唇母音は横線を加える。さらに鉤の形によって narrow / wide が区別される。全部で36の母音が区別される。
子音を表す記号は4種類の調音方法によって形が決まっており、文字の向きなどによって10種類の調音部位を区別する。また、有声音は無声音に線を追加する。ほかに音の長さや強さなどを表す記号が存在する。

## 日本での使用
日本では岩倉使節団に随行していた田中不二麿が1872年にグラハム・ベルのもとを訪れ、視話法に興味を示したらしい。
ついでアメリカ合衆国に留学中の伊沢修二が1876年のフィラデルフィア万国博覧会でグラハム・ベルによる視話法の展示を見、日本人の英語教育に応用できると考えた。伊沢の訪問を受けたグラハム・ベルは実際に英語教育に使えることをデモンストレーションしてみせた。日本に帰国後、伊沢は日本語の方言矯正や吃音矯正、台湾での言語教育に視話法を用いた。

## 評価
服部四郎は、視話法の文字が音声生理学的に見てきわめて合理的であることを認めつつ、調音の微細な違いを表記できない点ではローマ字と変わらず、その上に印刷が困難で、手書きで書くのも記憶も容易でなく、とくに母音の記号がベルやスウィートの理論にもとづいて作られているため、その理論に従わない学者が使うことが困難であることを欠点としてあげている。